# Carl Heinrich Biber
Carl Heinrich Biber (né en 1681, à Salzbourg – mort en 1749, dans la même ville) est un compositeur et violoniste autrichien. Son œuvre, pourtant prolifique, n'atteindra pas la notoriété de celle de son père, le compositeur  Heinrich Ignaz Franz Biber.

## Biographie
Carl Heinrich Biber est le huitième des onze enfants de H. I. F. Biber et de Maria Weiss. Il reçut sa formation musicale, entre autres, de son père. En 1704, il entreprit un voyage à Venise et à Rome, alors importants centres musicaux. À son retour, il fut engagé comme violoniste et valet de chambre, avant de devenir, en 1714, vice-maître de chapelle du prince évêque de Salzbourg. 
En 1743, il succède à Matthias Sigismund Biechteler (c. 1668-1743) au poste de maître de chapelle, qu'il occupera jusqu'à sa mort et où il sera un des supérieurs de Leopold Mozart.

## Œuvres
La plupart de ses œuvres sont pour le service religieux : des messes, litanies et de nombreuses sonates d'église pour cordes et orgue.